# Fedāʾiyān-e Eslām
Die Fedāʾiyān-e Eslām oder Fedajin-e Islam (persisch فدائیان اسلام, ‚Die sich für den Islam Opfernden‘) war eine islamische Geheimorganisation, die von 1945 bis 1955 in Iran mehrere Attentate auf hochgestellte Persönlichkeiten aus Wissenschaft und Politik beging. Gegründet wurde sie 1945 von dem 21 Jahre alten Theologiestudenten Navvab Safavi. Safavi wollte den Islam durch sorgfältig geplante Mordanschläge von „korrupten Individuen reinigen“. Mitglieder seiner Organisation waren vor allem junge Männer und Jugendliche aus sozial benachteiligten Schichten. Vorbild für die Gruppe war der militärische Zweig der 1928 gegründeten ägyptischen Muslimbruderschaft, zu der auch persönliche Beziehungen bestanden.

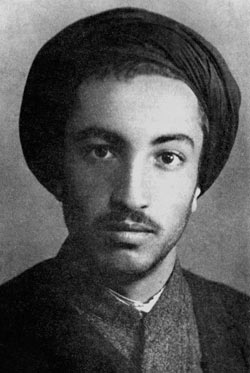
Navvab Safavi, Gründer der Fedajin-e Islam

## Gründung
Navvab Safavi wurde 1924 in Teheran geboren und studierte in Nadschaf im heutigen Irak. Er hielt engen Kontakt zu Ayatollah Abol-Ghasem Kaschani, der als ranghoher Geistlicher die Fedajin-e Islam mit initiierte.
Die Forderungen der Fedāʾiyān-e Eslām waren:
- Errichtung einer islamischen Regierung unter Führung eines Imams,
- Anwendung der Scharia,
- Reinigung der persischen Sprache von unislamischem Wortschatz,
- Panislamismus und Nationalismus,
- Verstaatlichung des Erdöls,
- Dschihad gegen westliche Mächte und Verbreitung der Ideologie des Martyriums,[6]
- das Verbot von Alkohol, Tabak, Opium, Filmen und Glücksspiel,
- das Verbot des Tragens westlicher Kleidung,
- das Gebot des Tragens des Tschador für Frauen
- und die Entfernung aller nichtmuslimischer Fächer, wie z. B. Musik, aus dem Schulunterricht.[7]

## Attentate

### Ahmad Kasravi (28. April 1945)
Der erste von den Fedajin-e Islam erfolgreich ausgeübte Mordanschlag war gegen Ahmad Kasravi gerichtet. Kasravi, ein Historiker, Sprachwissenschaftler und Philosoph, der für Demokratie und Rechtsstaatlichkeit eintrat, hatte mehrere Artikel gegen den Obskurantismus des schiitischen Islam veröffentlicht. Safavi traf Kasravi und diskutierte mit ihm über den Islam. Am 28. April 1945 schoss Safavi mit einem Revolver auf Kasravi. Der erste Schuss war jedoch nicht tödlich. Da die Waffe klemmte, konnte Kasravi entkommen und überlebte das Attentat.
Wenig später wurde gegen Kasravi auf Veranlassung von Premierminister Ahmad Qavam und anderer führender Politiker ein Gerichtsverfahren wegen „antiislamischer Ansichten“ angestrengt. Am 11. März 1946 ging Kasravi mit seinem Assistenten zum Justizministerium, um in einem Büro im 3. Stock des Justizministeriums zu den Vorwürfen auszusagen. Doch dazu sollte es nicht mehr kommen. Zwei Mitglieder der Fedāʾiyān-e Eslām, die beiden Brüder Hosein und ʿAli Mohammad Emāmī, betraten den Raum und stachen auf Kasravi ein. Kasravi erlag seinen Verletzungen. Die beiden Täter wurden sofort verhaftet und zum Tode verurteilt. Das Todesurteil wurde jedoch nicht vollstreckt; vielmehr wurden die Täter aufgrund des Drucks des Teheraner Basar und der Fürsprache vom Ajatollah Abol-Ghasem Kaschani freigelassen. Mit Kaschani bildete die Gruppierung von nun an eine Allianz. So brachten die Fedāʾiyān zusammen mit ihm im Mai 1948 mehrere Tausend Personen für eine Solidaritätskundgebung mit den palästinensischen Arabern zusammen.

### Mohammad Reza Schah (4. Februar 1949)
Der nächste Mordanschlag am 4. Februar 1949 war auf Mohammad Reza Schah selbst gerichtet. Wie sich später herausstellte, hatte der Attentäter Nasser Fakhr Araϊ mittels eines Presseausweises, ausgestellt von der Zeitung Partcham Islam (Die Fahne des Islam), Zutritt zum Universitätsgelände erlangt, auf dem das Attentat stattfand. Die Zeitung wurde von einem Verwandten von Abol-Ghasem Kaschani herausgegeben. Da der Attentäter noch an Ort und Stelle erschossen worden war, konnten die Auftraggeber des Attentats nicht mehr ermittelt werden. Abol-Ghasem Kaschani wurde aus dem Land gewiesen und ging ins Exil in den Libanon.

### Abdolhossein Hazhir (5. November 1949)
War das Attentat auf Mohammad Reza Schah im Februar 1949 fehlgeschlagen, so hatte die Gruppe am 5. November 1949 in der Sipah Salar Moschee mehr Erfolg. Hier trafen die tödlichen Schüsse von Hosein Emāmī Premierminister Abdolhossein Hazhir. Emāmī wurde ein zweites Mal verhaftet und blieb dieses Mal auch im Gefängnis.
Auf Intervention von Mohammad Mossadegh bei Mohammad Reza Schah wurde Abol-Ghasem Kaschani im Juni 1950 die Rückkehr in den Iran gestattet. Mossadegh begrüßte Kaschani persönlich auf dem Flughafen von Teheran und Kaschani, der als Abgeordneter der Nationalen Front ins Parlament gewählt worden war, wurde zum Präsidenten des Parlaments gewählt.

### Ali Razmara (7. März 1951)
Das nächste Attentat der Fedāʾiyān-e Eslām galt Premierminister Ali Razmara. Die tödlichen Schüsse von Chalīl Tahmasbi trafen Razmara am 7. März 1951 vor der Soltani Moschee im Basar von Teheran. Chalīl Tahmāsbi wurde zunächst verhaftet und zum Tode verurteilt. Ajatollah Kaschani erklärte den Mörder Razmaras zum „Retter des iranischen Volkes“ und forderte seine umgehende Entlassung aus dem Gefängnis. Kaschani hatte zuvor in einer Fatwa Razmara zum Tode verurteilt.
Einen Monat später war Mohammad Mossadegh Premierminister geworden, und eine seiner ersten Amtshandlungen bestand darin, Chalīl Tahmāsbi aus dem Gefängnis zu entlassen. Mossadegh hatte vom Parlament ein Gesetz verabschieden lassen, mit dem das Todesurteil gegen Tahmasbi aufgehoben und Tahmāsbi zum Volkshelden erklärt worden war.
Nach dem Rücktritt Mossadeghs im Juli 1952 war es Kaschani, der vom Schah ultimativ die Wiedereinsetzung Mossadeghs als Premierminister forderte, sonst „werde er persönlich das scharfe Schwert der Revolution gegen Mohammad Reza Schah erheben“. Der Schah gab nach und Mossadegh wurde erneut Premierminister.
In seiner zweiten Amtszeit brach Mossadegh mit Kaschani. Mossadegh weigerte sich, wie von Kaschani gefordert, die Scharia einzuführen und bei den anstehenden Parlamentswahlen streng nach islamischen Grundsätzen ausgewählte Kandidaten, darunter auch die Söhne Kaschanis, bevorzugt aufzustellen. Mossadegh wandte sich von Kaschani, der im Iran einen islamischen Staat etablieren wollte, ab und der Tudeh-Partei zu, was wiederum Kaschani veranlasste, Mohammad Reza Schah und General Fazlollah Zahedi zu unterstützen. Während der Tage, in denen Mossadegh gestürzt wurde, hielt Kaschani engen Kontakt zu Zahedi und bot seinem Sohn Ardeshir Zahedi Unterschlupf in seinem Haus.
Am 19. März 1951 wurde auf Ahmad Zanganeh, den Dekan der rechtswissenschaftlichen Fakultät der Universität Teheran, geschossen. Obwohl der Attentäter in keinerlei Verbindung zu den Fedāʾiyān-e Eslām stand, machte man diese Gruppe dafür verantwortlich. Im Juni 1951 wurde daraufhin die gesamte Führungsriege der Bewegung einschließlich Nawwāb verhaftet.

### Hossein Fatemi (15. Februar 1952)
Während einer Gedenkfeier zum vierten Jahrestag des am 15. Februar 1948 ermordeten Mohammad Masoud, Herausgeber der Zeitung Mard-e Emruz (Der Mensch von heute), wurde der spätere Außenminister Hosein Fātemi, Mitglied im Kabinett von Premierminister Mossadegh, mit einem Messer angegriffen und schwer verletzt. Attentäter war ein 15 Jahre alter Schüler, der sich als Mitglied der Fedāʾiyān-e Eslām zu erkennen gab. Obwohl Fātemi das Attentat überlebte, verbrachte er nahezu ein Jahr im Krankenhaus und erholte sich nie ganz von seinen schweren Verletzungen. Auf der Waffe des Täters waren Parolen wie „Tod den Feinden des Islams“ und „Sofortige Freiheit für seine Heiligkeit Nawwāb Safawi und Meister Tahmāsbi“ eingraviert. Nawwāb wurde allerdings erst im frühen Februar 1953 freigelassen.

### Hossein Ala (22. November 1955)
General Zehadi zeigte sich Kaschani gegenüber erkenntlich, und sein Sohn Mostafa Kaschani wurde als Abgeordneter ins Parlament gewählt. Die Zusammenarbeit zwischen Kaschani und der Regierung unter Premierminister Zahedi sollte allerdings bald getrübt werden. Kaschani war ein erbitterter Gegner des neuen Konsortialabkommens, mit dem ein internationales Konsortium von Ölgesellschaften die Rechte an der Förderung und Vermarktung iranischen Öls erhielt. Kaschani wurde wegen seiner anhaltenden Drohungen gegen den Schah verhaftet, nach einigen Wochen aber wieder freigelassen. Wenig später kam der Sohn Kaschanis, Mostafa Kaschani, bei einem Unfall ums Leben. Der Tod Mostafi Kaschanis sollte für die islamistische Opposition Folgen haben. Bei der Trauerzeremonie am 22. November 1955 kam es zu einem Attentat auf Premierminister Hossein Ala. Ala überlebte, doch dieses Mal wurden Navvab Safavi und weitere Mitglieder der Fedajin-e Islam verhaftet, zum Tode verurteilt und im Januar 1956 hingerichtet.
Die verbliebenen Mitglieder der islamistischen Gruppe wandten sich nach dem Tod Navvab Safavis an Chomeini, der den Wiederaufbau der Fedajin-e Islam unterstützte. Auch der spätere Richter der Islamischen Republik Iran Sadegh Chalchali wird mit dem Neuaufbau der Fedajin-e Islam in Verbindung gebracht. Die Fedajin-e Islam wurden im Rahmen der Islamischen Revolution Teil der Revolutionären Islamischen Vereinigungen (Dschamiyathaye Mu'talefeh-ye Eslami).

### Hassan Ali Mansour (27. Januar 1965)
Der Name der Fedāʾiyān-e Eslām erneut im Zusammenhang mit dem Attentat auf Premierminister Hassan Ali Mansour am 27. Januar 1965 auf. Mansour soll von einem im Geheimen tagenden islamischen Gericht von Morteza Motahhari und Mohammad Beheschti zum Tode verurteilt worden sein, nachdem Mansour Chomeini des Landes verwiesen und ins Exil gesandt hatte. Ausführende Organisation war die sogenannte „Partei der Islamischen Nationen“ (Hezb-e Mellal-e Eslāmi). Bei den Ermittlungen stellte sich jedoch heraus, dass viele der Mitglieder der Organisation früher Mitglieder der Fedāʾiyān-e Eslām gewesen waren. Der spätere Präsident der Islamischen Republik Iran Akbar Hāschemi Rafsandschāni gab nach der Islamischen Revolution zu, dass er zusammen mit anderen den Auftrag zur Ermordung von Mansour gegeben hatte. Er habe die Pistole besorgt, die bei der Ermordung Mansour verwendet worden war. Zum Beweis legte er die Pistole vor, die er als persönliches Erinnerungsstück an sich genommen hatte. Asadollah Badamchian erklärte zu dem Attentat auf Mansour und auf Mohammad Reza Schah am 10. April 1965: 

„Im Falle der revolutionären Attentate auf den Schah oder Mansour erfragten wir erst das Urteil der Ulama. Beim Imam (Chomeini) wurde angefragt, bevor er ins Exil gesandt wurde, aber er erklärte, dass jetzt die Zeit noch nicht reif sei. Er hatte Ajatollah Beheschti und Motahhari damit beauftragt, in seiner Abwesenheit für ihn zu sprechen. Bei ihnen wurde angefragt, und sie bestätigten das Urteil.“

### Mohammad Reza Schah (10. April 1965)
Das zweite Attentat auf Mohammad Reza Schah am 10. April 1965 durch Reza Schams Abadi, einen Angehörigen der Kaiserlichen Leibwache, sollte den Schah im Eingangsbereich seines Palastes treffen. Mit einer Maschinenpistole bewaffnet, feuerte er in die Eingangshalle, tötete zwei Leibwächter und verwundete einen weiteren, bevor er von Kugeln getroffen zusammenbrach. Bei den Ermittlungen zu den Hintermännern tauchte als mutmaßlicher Auftraggeber der im Exil weilende Ex-General Teymur Bachtiar auf. Beim Prozess gegen sechs Verschwörer wurden Ahmed Mansuri und Ahmed Kamerani zum Tode verurteilt, Parvir Kiktschah erhielt eine lebenslange Freiheitsstrafe, weitere Angeklagte wurden freigesprochen. Die Todesstrafe für die beiden Hauptangeklagten wurde später durch einen Erlass von Mohammad Reza Schah in lebenslange Haft umgewandelt. Alle Verurteilten wurden nach wenigen Jahren aus der Haft entlassen.
Aus heutiger Sicht wird klar, warum die der Verschwörung Angeklagten nicht hingerichtet, sondern begnadigt und nach wenigen Jahren aus dem Gefängnis entlassen worden waren. Die Verschwörer waren nicht, wie in dem Prozess behauptet worden war, der linken Szene zuzuordnen. Vielmehr war Schamsabadi von Mitgliedern der Fedajin-e Islam kontaktiert worden, die nur drei Monate zuvor Premierminister Mansur ermordet hatten. Sechs Monate vor dem Attentat auf Mansur war Chomeini in die Türkei abgeschoben worden. Das Attentat auf Mohammad Reza Schah sollte offensichtlich den obersten Repräsentanten des politischen Systems treffen, das für die Verurteilung und Exilierung Chomeinis letztlich verantwortlich war.

## Islamische Revolution

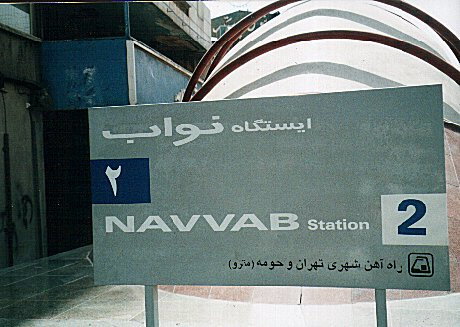
U-Bahn-Station Navvab Safavi

Während der Islamischen Revolution im Jahr 1979 galten die Mitglieder der Fedāʾiyān-e Eslām zusammen mit den Hezbollahis als Fußsoldaten Chomeinis, die den fundamentalistischen Flügel der Revolutionäre bildeten. Zahlreiche ehemalige Mitglieder der Fedāʾiyān-e Eslām sind heute Teil des Regierungsapparates der Islamischen Republik Iran. Nach der Iranischen Revolution von 1979 wurden sie von Sadegh Khalkali neu gegründet.
Nach dem Gründer der Fedāʾiyān-e Eslām, Navvab Safavi, ist heute eine Station der U-Bahn Teherans und eine Ausbildungseinrichtung der Iranischen Revolutionsgarde benannt.